# De coniuratione Catilinae
De coniuratione Catilinae (łac. Spisek Katyliny), występuje również pod tytułami De Catilinae coniuratione, Coniuratio Catilinae oraz Bellum Catilinae. Jedno z zachowanych do naszych czasów dzieł historycznych autorstwa Gajusza Kryspusa Sallustiusza. 
Głównym tematem tego traktatu historycznego są burzliwe wydarzenia roku 63 p.n.e., kiedy ówczesny konsul, Marek Tulliusz Cyceron, udaremnił spisek Gajusza Sergiusza Katyliny, zamierzającego dostać się do władzy w drodze zamachu stanu. Sallustiusz przyjmuje powszechnie uznaną opinię o Katylinie i opisuje go jako wroga prawa, porządku i moralności, jednocześnie nie wyjaśniając w pełni jego poglądów i motywacji. (Na uwagę zasługuje fakt, że Katylina popierał stronnictwo Sulli, któremu z kolei Sallustiusz był przeciwny.) Mommsen, być może nie bez zdania racji, daje do zrozumienia, że Sallustiuszowi szczególnie zależało na oczyszczeniu swojego patrona, Cezara, ze wszelkich związków ze spiskiem Katyliny.
Sallustiusz nie odmawia Katylinie również zalet. Podkreśla, że miał wiele szlachetnych cech, a w zasadzie wszystkie potrzebne Rzymianinowi do zrobienia kariery, oraz że wykazał się szczególnym męstwem w ostatniej bitwie. 
Sallustiusz, jako stronnik Cezara i popularów, odmalowuje w swojej książce przedstawicieli nobilitas jako członków zdegenerowanej warstwy społecznej.